# Lijst van staatshoofden en regeringsleiders in 2013
Deze lijst van staatshoofden en regeringsleiders in 2013 noemt de staatshoofden en regeringsleiders die in 2013 actief waren van de 193 landen die waren aangesloten bij de Verenigde Naties alsmede Kosovo, Palestina (vanaf 6 januari), Taiwan en Vaticaanstad.

## A
| Landsnaam          | Staatshoofd                                                  | Regeringsleider |
| ------------------ | ------------------------------------------------------------ | --- |
| Afghanistan        | President Hamid Karzai                                       | President Hamid Karzai |
| Albanië            | President Bujar Nishani                                      | Premier Sali Berisha (tot 15 september) Premier Edi Rama (vanaf 15 september)                                                  |
| Algerije           | President Abdelaziz Bouteflika                               | Premier Abdelmalek Sellal |
| Andorra            | Coprins Joan Enric Vives i Sicília Coprins François Hollande | Premier Antoni Martí |
| Angola             | President José Eduardo dos Santos                            | President José Eduardo dos Santos                                                                                              |
| Antigua en Barbuda | Koningin Elizabeth II                                        | Premier Baldwin Spencer |
| Argentinië         | President Cristina Fernández de Kirchner                     | President Cristina Fernández de Kirchner                                                                                       |
| Armenië            | President Serzj Sarkisian                                    | Premier Tigran Sargsian |
| Australië          | Koningin Elizabeth II                                        | Premier Julia Gillard (tot 27 juni) Premier Kevin Rudd (van 27 juni tot 18 september) Premier Tony Abbott (vanaf 18 september) |
| Azerbeidzjan       | President İlham Əliyev                                       | Premier Artur Rasizade |

## B
| Landsnaam             | Staatshoofd | Regeringsleider |
| --------------------- | --- | --- |
| Bahama's              | Koningin Elizabeth II | Premier Perry Christie |
| Bahrein               | Koning Hamad bin Isa Al Khalifa                                                                                                 | Premier Sheikh Khalifa ibn Salman Al Khalifa                                                                                             |
| Bangladesh            | President Zillur Rahman (tot 20 maart) President Abdul Hamid (vanaf 20 maart)                                                   | Premier Sjeik Hasina Wajed |
| Barbados              | Koningin Elizabeth II | Premier Freundel Stuart |
| België                | Koning Albert II (tot 21 juli) Koning Filip (vanaf 21 juli)                                                                     | Premier Elio Di Rupo |
| Belize                | Koningin Elizabeth II | Premier Dean Barrow |
| Benin                 | President Yayi Boni | Premier Pascal Koupaki (tot 11 augustus) Onbezet, president was tevens regeringsleider (vanaf 11 augustus)                               |
| Bhutan                | Koning Jigme Khesar Namgyel Wangchuk                                                                                            | Premier Jigme Thinley (tot 30 juli) Premier Tshering Tobgay (vanaf 30 juli)                                                              |
| Bolivia               | President Evo Morales | President Evo Morales |
| Bosnië en Herzegovina | Drie-presidentschap: Nebojša Radmanović (voorzitter tot 10 juli), Bakir Izetbegović en Željko Komšić (voorzitter vanaf 10 juli) | Premier Vjekoslav Bevanda |
| Botswana              | President Ian Khama | President Ian Khama |
| Brazilië              | President Dilma Rousseff | President Dilma Rousseff |
| Brunei                | Premier Hassanal Bolkiah | Premier Hassanal Bolkiah |
| Bulgarije             | President Rosen Plevneliev | Premier Bojko Borisov (tot 13 maart) Premier Marin Rajkov (waarnemend, van 13 maart tot 29 mei) Premier Plamen Oresjarski (vanaf 29 mei) |
| Burkina Faso          | President Blaise Compaoré | Premier Luc-Adolphe Tiao |
| Burundi               | President Pierre Nkurunziza | President Pierre Nkurunziza |

## C
| Landsnaam                     | Staatshoofd                                                                                       | Regeringsleider                                                                                   |
| ----------------------------- | ------------------------------------------------------------------------------------------------- | ------------------------------------------------------------------------------------------------- |
| Cambodja                      | Koning Norodom Sihamoni                                                                           | Premier Prins Hun Sen                                                                             |
| Canada                        | Koningin Elizabeth II                                                                             | Premier Stephen Harper                                                                            |
| Centraal-Afrikaanse Republiek | President François Bozizé (tot 24 maart) President Michel Djotodia (vanaf 24 maart)               | Premier Faustin-Archange Touadéra (tot 17 januari) Premier Nicolas Tiangaye (vanaf 17 januari)    |
| Chili                         | President Sebastián Piñera                                                                        | President Sebastián Piñera                                                                        |
| China                         | President Hu Jintao (tot 14 maart) President Xi Jinping (vanaf 14 maart)                          | Premier Wen Jiabao (tot 15 maart) Premier Li Keqiang (vanaf 15 maart)                             |
| Colombia                      | President Juan Manuel Santos                                                                      | President Juan Manuel Santos                                                                      |
| Comoren                       | President Ikililou Dhoinine                                                                       | President Ikililou Dhoinine                                                                       |
| Congo-Brazzaville             | President Denis Sassou-Nguesso                                                                    | President Denis Sassou-Nguesso                                                                    |
| Congo-Kinshasa                | President Joseph Kabila                                                                           | Premier Augustin Matata Ponyo                                                                     |
| Costa Rica                    | President Laura Chinchilla                                                                        | President Laura Chinchilla                                                                        |
| Cuba                          | President Raúl Castro                                                                             | President Raúl Castro                                                                             |
| Cyprus                        | President Dimitris Christofias (tot 28 februari) President Nicos Anastasiades (vanaf 28 februari) | President Dimitris Christofias (tot 28 februari) President Nicos Anastasiades (vanaf 28 februari) |

## D
| Landsnaam              | Staatshoofd                                                                          | Regeringsleider                                                                                 |
| ---------------------- | ------------------------------------------------------------------------------------ | ----------------------------------------------------------------------------------------------- |
| Denemarken             | Koningin Margrethe II                                                                | Premier Helle Thorning-Schmidt                                                                  |
| Djibouti               | President Ismaïl Omar Guelleh                                                        | Premier Dileita Mohamed Dileita (tot 1 april) Premier Abdoulkader Kamil Mohamed (vanaf 1 april) |
| Dominica               | President Eliud Williams (tot 2 oktober) President Charles Savarin (vanaf 2 oktober) | Premier Roosevelt Skerrit                                                                       |
| Dominicaanse Republiek | President Danilo Medina                                                              | President Danilo Medina                                                                         |
| Duitsland              | President Joachim Gauck                                                              | Bondskanselier Angela Merkel                                                                    |

## E
| Landsnaam          | Staatshoofd                                                                              | Regeringsleider                                                                        |
| ------------------ | ---------------------------------------------------------------------------------------- | -------------------------------------------------------------------------------------- |
| Ecuador            | President Rafael Correa                                                                  | President Rafael Correa                                                                |
| Egypte             | President Mohamed Morsi (tot 3 juli) President Adly Mansour (waarnemend, vanaf 4 juli)   | Premier Hesham Qandil (tot 8 juli) Premier Hazem al-Beblawi (waarnemend, vanaf 9 juli) |
| El Salvador        | President Mauricio Funes                                                                 | President Mauricio Funes                                                               |
| Equatoriaal-Guinea | President Teodoro Obiang Nguema Mbasogo                                                  | Premier Vicente Ehate Tomi                                                             |
| Eritrea            | President Isaias Afewerki                                                                | President Isaias Afewerki                                                              |
| Estland            | President Toomas Hendrik Ilves                                                           | Premier Andrus Ansip                                                                   |
| Ethiopië           | President Girma Wolde-Giorgis (tot 7 oktober) President Mulatu Teshome (vanaf 7 oktober) | Premier Haile Mariam Desalegne                                                         |

## F
| Landsnaam  | Staatshoofd                     | Regeringsleider              |
| ---------- | ------------------------------- | ---------------------------- |
| Fiji       | President Ratu Epeli Nailatikau | Premier Frank Bainimarama    |
| Filipijnen | President Benigno Aquino III    | President Benigno Aquino III |
| Finland    | President Sauli Niinistö        | Premier Jyrki Katainen       |
| Frankrijk  | President François Hollande     | Premier Jean-Marc Ayrault    |

## G
| Landsnaam     | Staatshoofd                                                                                         | Regeringsleider                                                                               |
| ------------- | --------------------------------------------------------------------------------------------------- | --------------------------------------------------------------------------------------------- |
| Gabon         | President Ali Bongo Ondimba                                                                         | Premier Raymond Ndong Sima                                                                    |
| Gambia        | President Yahya Jammeh                                                                              | President Yahya Jammeh                                                                        |
| Georgië       | President Micheil Saakasjvili (tot 17 november) President Giorgi Margvelasjvili (vanaf 17 november) | Premier Bidzina Ivanisjvili (tot 20 november) Premier Irakli Garibasjvili (vanaf 20 november) |
| Ghana         | President John Dramani Mahama                                                                       | President John Dramani Mahama                                                                 |
| Grenada       | Koningin Elizabeth II                                                                               | Premier Tillman Thomas (tot 20 februari) Premier Keith Mitchell (vanaf 20 februari)           |
| Griekenland   | President Karolos Papoulias                                                                         | Premier Andonis Samaras                                                                       |
| Guatemala     | President Otto Pérez                                                                                | President Otto Pérez                                                                          |
| Guinee        | President Alpha Condé                                                                               | Premier Mohamed Said Fofana                                                                   |
| Guinee-Bissau | President Manuel Serifo Nhamadjo (waarnemend)                                                       | Premier Rui Duarte de Barros (waarnemend)                                                     |
| Guyana        | President Donald Ramotar                                                                            | Premier Sam Hinds                                                                             |

## H
| Landsnaam | Staatshoofd                  | Regeringsleider              |
| --------- | ---------------------------- | ---------------------------- |
| Haïti     | President Michel Martelly    | Premier Laurent Lamothe      |
| Honduras  | President Porfirio Lobo Sosa | President Porfirio Lobo Sosa |
| Hongarije | President János Áder         | Premier Viktor Orbán         |

## I
| Landsnaam | Staatshoofd | Regeringsleider                                                                                                  |
| --------- | --- | --- |
| Ierland   | President Michael D. Higgins                                                                                     | Premier Enda Kenny                                                                                               |
| IJsland   | President Ólafur Ragnar Grímsson                                                                                 | Premier Jóhanna Sigurðardóttir (tot 23 mei) Premier Sigmundur Davíð Gunnlaugsson (vanaf 23 mei)                  |
| India     | President Pranab Mukherjee                                                                                       | Premier Manmohan Singh                                                                                           |
| Indonesië | President Susilo Bambang Yudhoyono                                                                               | President Susilo Bambang Yudhoyono                                                                               |
| Irak      | President Jalal Talabani                                                                                         | Premier Nouri al-Maliki                                                                                          |
| Iran      | Ayatollah Ali Khamenei President Mahmoud Ahmadinejad (tot 3 augustus) President Hassan Rohani (vanaf 4 augustus) | Ayatollah Ali Khamenei President Mahmoud Ahmadinejad (tot 3 augustus) President Hassan Rohani (vanaf 4 augustus) |
| Israël    | President Shimon Peres                                                                                           | Premier Benjamin Netanyahu                                                                                       |
| Italië    | President Giorgio Napolitano                                                                                     | Premier Mario Monti (tot 28 april) Premier Enrico Letta (vanaf 28 april)                                         |
| Ivoorkust | President Alassane Ouattara                                                                                      | Premier Daniel Kablan Duncan                                                                                     |

## J
| Landsnaam | Staatshoofd                         | Regeringsleider               |
| --------- | ----------------------------------- | ----------------------------- |
| Jamaica   | Koningin Elizabeth II               | Premier Portia Simpson-Miller |
| Japan     | Keizer Akihito                      | Premier Shinzo Abe            |
| Jemen     | President Abd Rabbuh Mansur Al-Hadi | Premier Mohammed Basindawa    |
| Jordanië  | Koning Abdoellah II                 | Premier Abdullah Ensour       |

## K
| Landsnaam  | Staatshoofd                                                                  | Regeringsleider                                                         |
| ---------- | ---------------------------------------------------------------------------- | ----------------------------------------------------------------------- |
| Kaapverdië | President Jorge Carlos Fonseca                                               | Premier José Maria Neves                                                |
| Kameroen   | President Paul Biya                                                          | Premier Philémon Yang                                                   |
| Kazachstan | President Noersoeltan Nazarbajev                                             | Premier Serik Akhmetov                                                  |
| Kenia      | President Mwai Kibaki (tot 9 april) President Uhuru Kenyatta (vanaf 9 april) | Premier Uhuru Kenyatta (tot 9 april) positie afgeschaft (vanaf 9 april) |
| Kirgizië   | President Almazbek Atambayev                                                 | Premier Zhantoro Satybaldiyev                                           |
| Kiribati   | President Anote Tong                                                         | President Anote Tong                                                    |
| Koeweit    | Emir Sabah Al-Ahmad Al-Jaber Al-Sabah                                        | Premier Jaber Al-Mubarak Al-Hamad Al-Sabah                              |
| Kosovo     | President Atifete Jahjaga                                                    | Premier Hashim Thaçi                                                    |
| Kroatië    | President Ivo Josipović                                                      | Premier Zoran Milanović                                                 |

## L
| Landsnaam     | Staatshoofd | Regeringsleider                                                                                             |
| ------------- | --- | --- |
| Laos          | President Choummaly Sayasone | Premier Thongsing Thammavong                                                                                |
| Lesotho       | Koning Letsie III | Premier Tom Thabane                                                                                         |
| Letland       | President Andris Bērziņš | Premier Valdis Dombrovskis                                                                                  |
| Libanon       | President Michel Suleiman | Premier Najib Mikati                                                                                        |
| Liberia       | President Ellen Johnson Sirleaf | President Ellen Johnson Sirleaf                                                                             |
| Libië         | Voorzitter van het Algemeen Nationaal Congres Mohammed Magariaf (tot 28 mei) Voorzitter van het Algemeen Nationaal Congres Giuma Ahmed Atigha (waarnemend, van 28 mei tot 25 juni) Voorzitter van het Algemeen Nationaal Congres Nouri Abusahmain (vanaf 25 juni) | Premier Ali Zeidan                                                                                          |
| Liechtenstein | Prins Hans Adam II | Hoofd van de regering Klaus Tschütscher (tot 27 maart) Hoofd van de regering Adrian Hasler (vanaf 27 maart) |
| Litouwen      | President Dalia Grybauskaitė | Premier Algirdas Butkevičius                                                                                |
| Luxemburg     | Groothertog Hendrik | Premier Jean-Claude Juncker (tot 4 december) Premier Xavier Bettel (vanaf 4 december)                       |

## M
| Landsnaam        | Staatshoofd                                                                                        | Regeringsleider                                                                                 |
| ---------------- | -------------------------------------------------------------------------------------------------- | ----------------------------------------------------------------------------------------------- |
| Macedonië        | President Gjorge Ivanov                                                                            | Premier Nikola Gruevski                                                                         |
| Madagaskar       | President Andry Rajoelina                                                                          | Premier Omer Beriziky                                                                           |
| Malawi           | President Joyce Banda                                                                              | President Joyce Banda                                                                           |
| Malediven        | President Mohammed Waheed Hassan (tot 17 november) President Abdulla Yameen (vanaf 17 november)    | President Mohammed Waheed Hassan (tot 17 november) President Abdulla Yameen (vanaf 17 november) |
| Maleisië         | Koning Abdul Halim van Kedah                                                                       | Premier Najib Razak                                                                             |
| Mali             | President Dioncounda Traoré (tot 4 september) President Ibrahim Boubacar Keïta (vanaf 4 september) | Premier Django Sissoko (tot 5 september) Premier Oumar Tatam Ly (vanaf 5 september)             |
| Malta            | President George Abela                                                                             | Premier Lawrence Gonzi (tot 11 maart) Premier Joseph Muscat (vanaf 11 maart)                    |
| Marokko          | Koning Mohammed VI                                                                                 | Premier Abdelilah Benkirane                                                                     |
| Marshalleilanden | President Christopher Loeak                                                                        | President Christopher Loeak                                                                     |
| Mauritanië       | President Mohamed Ould Abdel Aziz                                                                  | Premier Moulaye Ould Mohamed Laghdaf                                                            |
| Mauritius        | President Kailash Purryag                                                                          | Premier Navin Ramgoolam                                                                         |
| Mexico           | President Enrique Peña Nieto                                                                       | President Enrique Peña Nieto                                                                    |
| Micronesië       | President Manny Mori                                                                               | President Manny Mori                                                                            |
| Moldavië         | President Nicolae Timofti                                                                          | Premier Vlad Filat (tot 25 april) Premier Iurie Leancă (vanaf 25 april)                         |
| Monaco           | Prins Albert II                                                                                    | Minister van Staat Michel Roger                                                                 |
| Mongolië         | President Tsahiagiin Elbegdorzj                                                                    | Premier Norovyn Altankhuyag                                                                     |
| Montenegro       | President Filip Vujanović                                                                          | Premier Milo Đukanović                                                                          |
| Mozambique       | President Armando Guebuza                                                                          | Premier Alberto Vaquina                                                                         |
| Myanmar          | President Thein Sein                                                                               | President Thein Sein                                                                            |

## N
| Landsnaam     | Staatshoofd                                                                                   | Regeringsleider                                                                   |
| ------------- | --------------------------------------------------------------------------------------------- | --------------------------------------------------------------------------------- |
| Namibië       | President Hifikepunye Pohamba                                                                 | Premier Hage Geingob                                                              |
| Nauru         | President Sprent Dabwido (tot 11 juni) President Baron Waqa (vanaf 11 juni)                   | President Sprent Dabwido (tot 11 juni) President Baron Waqa (vanaf 11 juni)       |
| Nederland     | Koningin Beatrix (tot 30 april) Koning Willem-Alexander (vanaf 30 april)                      | Minister-president Mark Rutte                                                     |
| Nepal         | President Ram Baran Yadav                                                                     | Premier Baburam Bhattarai (tot 14 maart) Premier Khil Raj Regmi (vanaf 14 maart)  |
| Nicaragua     | President Daniel Ortega                                                                       | President Daniel Ortega                                                           |
| Nieuw-Zeeland | Koningin Elizabeth II                                                                         | Premier John Key                                                                  |
| Niger         | President Mahamadou Issoufou                                                                  | Premier Brigi Rafini                                                              |
| Nigeria       | President Goodluck Jonathan                                                                   | President Goodluck Jonathan                                                       |
| Noord-Korea   | Eeuwig president wijlen Kim Il-sung Voorzitter van de Nationale Defensiecommissie Kim Jong-un | Premier Choe Yong-rim (tot 1 april) Premier Pak Pong-ju (vanaf 1 april)           |
| Noorwegen     | Koning Harald V                                                                               | Premier Jens Stoltenberg (tot 16 oktober) Premier Erna Solberg (vanaf 16 oktober) |

## O
| Landsnaam   | Staatshoofd                    | Regeringsleider                |
| ----------- | ------------------------------ | ------------------------------ |
| Oeganda     | President Yoweri Museveni      | Premier Amama Mbabazi          |
| Oekraïne    | President Viktor Janoekovytsj  | Premier Mykola Azarov          |
| Oezbekistan | President Islom Karimov        | Premier Shavkat Mirziyoyev     |
| Oman        | Sultan Qaboes bin Said Al Said | Sultan Qaboes bin Said Al Said |
| Oost-Timor  | President Taur Matan Ruak      | Premier Xanana Gusmão          |
| Oostenrijk  | Bondspresident Heinz Fischer   | Kanselier Werner Faymann       |

## P
| Landsnaam                   | Staatshoofd                                                                                | Regeringsleider |
| --------------------------- | ------------------------------------------------------------------------------------------ | --- |
| Pakistan                    | President Asif Ali Zardari (tot 8 september) President Mamnoon Hussain (vanaf 9 september) | Premier Raja Pervaiz Ashraf (tot 25 maart) Mir Hazar Khan Khoso (van 25 maart tot 5 juni) Premier Nawaz Sharif (vanaf 5 juni) |
| Palau                       | President Johnson Toribiong (tot 17 januari) President Tommy Remengesau (vanaf 17 januari) | President Johnson Toribiong (tot 17 januari) President Tommy Remengesau (vanaf 17 januari)                                    |
| Palestina (vanaf 6 januari) | President Mahmoud Abbas                                                                    | Premier Salam Fayyad (tot 6 juni) Premier Rami Hamdallah (vanaf 6 juni)                                                       |
| Panama                      | President Ricardo Martinelli                                                               | President Ricardo Martinelli                                                                                                  |
| Papoea-Nieuw-Guinea         | Koningin Elizabeth II                                                                      | Premier Peter O'Neill |
| Paraguay                    | President Federico Franco (tot 15 augustus) President Horacio Cartes (vanaf 15 augustus)   | President Federico Franco (tot 15 augustus) President Horacio Cartes (vanaf 15 augustus)                                      |
| Peru                        | President Ollanta Humala                                                                   | Premier Juan Jiménez Mayor (tot 31 oktober) Premier César Villanueva (vanaf 31 oktober)                                       |
| Polen                       | President Bronisław Komorowski                                                             | Premier Donald Tusk |
| Portugal                    | President Aníbal Cavaco Silva                                                              | Premier Pedro Passos Coelho                                                                                                   |

## Q
| Landsnaam | Staatshoofd                                                                                 | Regeringsleider |
| --------- | ------------------------------------------------------------------------------------------- | --- |
| Qatar     | Emir Hamad bin Khalifa al-Thani (tot 25 juni) Emir Tamim bin Hamad al-Thani (vanaf 25 juni) | Premier Hamad bin Jassim bin Jaber al-Thani (tot 26 juni) Premier Abdullah bin Nasser bin Khalifa al-Thani (vanaf 26 juni) |

## R
| Landsnaam | Staatshoofd               | Regeringsleider            |
| --------- | ------------------------- | -------------------------- |
| Roemenië  | President Traian Băsescu  | Premier Victor Ponta       |
| Rusland   | President Vladimir Poetin | Premier Dmitri Medvedev    |
| Rwanda    | President Paul Kagame     | Premier Pierre Habumuremyi |

## S
| Landsnaam                      | Staatshoofd | Regeringsleider |
| ------------------------------ | --- | --- |
| Saint Kitts en Nevis           | Koningin Elizabeth II | Premier Denzil Douglas |
| Saint Lucia                    | Koningin Elizabeth II | Premier Kenny Anthony |
| Saint Vincent en de Grenadines | Koningin Elizabeth II | Premier Ralph Gonsalves |
| Salomonseilanden               | Koningin Elizabeth II | Premier Gordon Darcy Lilo |
| Samoa                          | O le Ao o le Malo Tufuga Efi | Premier Tuilaepa Aiono Sailele Malielegaoi |
| San Marino                     | Kapitein-regenten Teodoro Lonfernini en Denise Bronzetti (tot 1 april) Kapitein-regenten Denis Amici en Antonella Mularoni (van 1 april tot 1 oktober) Kapitein-regenten Gian Carlo Capicchioni en Anna Maria Muccioli (vanaf 1 oktober) | Kapitein-regenten Teodoro Lonfernini en Denise Bronzetti (tot 1 april) Kapitein-regenten Denis Amici en Antonella Mularoni (van 1 april tot 1 oktober) Kapitein-regenten Gian Carlo Capicchioni en Anna Maria Muccioli (vanaf 1 oktober) |
| Saoedi-Arabië                  | Koning Abdoellah bin Abdoel Aziz al-Saoed | Koning Abdoellah bin Abdoel Aziz al-Saoed |
| Sao Tomé en Principe           | President Manuel Pinto da Costa | Premier Gabriel Costa |
| Senegal                        | President Macky Sall | Premier Abdoul Mbaye (tot 1 september) Premier Aminata Touré (vanaf 1 september) |
| Servië                         | President Tomislav Nikolić | Premier Ivica Dačić |
| Seychellen                     | President James Michel | President James Michel |
| Sierra Leone                   | President Ernest Bai Koroma | President Ernest Bai Koroma |
| Singapore                      | President Tony Tan Keng Yam | Premier Lee Hsien Loong |
| Slovenië                       | President Borut Pahor | Premier Janez Janša (tot 20 maart) Premier Alenka Bratušek (vanaf 20 maart) |
| Slowakije                      | President Ivan Gašparovič | Premier Robert Fico |
| Soedan                         | President Omar al-Bashir | President Omar al-Bashir |
| Somalië                        | President Hassan Sheikh Mohamud | Premier Abdi Farah Shirdon (tot 21 december) Premier Abdiweli Sheikh Ahmed (vanaf 21 december) |
| Spanje                         | Koning Juan Carlos I | Premier Mariano Rajoy Brey |
| Sri Lanka                      | President Mahinda Rajapaksa | Premier D. M. Jayaratne |
| Suriname                       | President Desi Bouterse | President Desi Bouterse |
| Swaziland                      | Koning Mswati III | Premier Barnabas Sibusiso Dlamini |
| Syrië                          | President Bashar al-Assad | Premier Wael Nader Al-Halqi |

## T
| Landsnaam          | Staatshoofd                                                                                 | Regeringsleider |
| ------------------ | ------------------------------------------------------------------------------------------- | --- |
| Tadzjikistan       | President Emomalii Rachmon                                                                  | Premier Oqil Oqilov (tot 23 november) Premier Kokhir Rasulzoda (vanaf 23 november)                                                                          |
| Taiwan             | President Ma Ying-jeou                                                                      | Premier Sean Chen (tot 18 februari) Premier Jiang Yi-huah (vanaf 18 februari)                                                                               |
| Tanzania           | President Jakaya Kikwete                                                                    | Premier Mizengo Pinda |
| Thailand           | Koning Bhumibol Adulyadej                                                                   | Premier Yingluck Shinawatra |
| Togo               | President Faure Eyadéma Gnassingbé                                                          | Premier Kwesi Ahoomey-Zunu |
| Tonga              | Koning Tupou VI                                                                             | Premier Sialeʻataongo Tuʻivakanō |
| Trinidad en Tobago | President George Maxwell Richards (tot 17 maart) President Anthony Carmona (vanaf 18 maart) | Premier Kamla Persad-Bissessar |
| Tsjaad             | President Idriss Déby                                                                       | Premier Emmanuel Nadingar (tot 21 januari) Premier Djimrangar Dadnadji (van 21 januari tot 21 november) Premier Kalzeubet Pahimi Deubet (vanaf 21 november) |
| Tsjechië           | President Václav Klaus (tot 7 maart) President Miloš Zeman (vanaf 8 maart)                  | Premier Petr Nečas (tot 10 juli) Premier Jiří Rusnok (vanaf 10 juli)                                                                                        |
| Tunesië            | President Moncef Marzouki                                                                   | Premier Hamadi Jebali (tot 14 maart) Premier Ali Laarayedh (vanaf 14 maart)                                                                                 |
| Turkije            | President Abdullah Gül                                                                      | Premier Recep Tayyip Erdoğan |
| Turkmenistan       | President Gurbanguly Berdimuhamedow                                                         | President Gurbanguly Berdimuhamedow |
| Tuvalu             | Koningin Elizabeth II                                                                       | Premier Willy Telavi (tot 1 augustus) Premier Enele Sopoaga (vanaf 1 augustus)                                                                              |

## U
| Landsnaam | Staatshoofd           | Regeringsleider       |
| --------- | --------------------- | --------------------- |
| Uruguay   | President José Mujica | President José Mujica |

## V
| Landsnaam                    | Staatshoofd | Regeringsleider                                                                     |
| ---------------------------- | --- | ----------------------------------------------------------------------------------- |
| Vanuatu                      | President Iolu Abil                                                                                                | Premier Sato Kilman (tot 23 maart) Premier Moana Carcasses Kalosil (vanaf 23 maart) |
| Vaticaanstad                 | Paus Benedictus XVI (tot 28 februari) sede vacante (van 28 februari tot 13 maart) Paus Franciscus (vanaf 13 maart) | Voorzitter van de Pauselijke Commissie Giuseppe Bertello                            |
| Venezuela                    | President Hugo Chávez (tot 5 maart) President Nicolás Maduro (vanaf 5 maart)                                       | President Hugo Chávez (tot 5 maart) President Nicolás Maduro (vanaf 5 maart)        |
| Verenigde Arabische Emiraten | President Sjeik Khalifa bin Zayed Al Nahayan                                                                       | Premier Mohammed bin Rasjid Al Maktoem                                              |
| Verenigd Koninkrijk          | Koningin Elizabeth II                                                                                              | Premier David Cameron                                                               |
| Verenigde Staten             | President Barack Obama                                                                                             | President Barack Obama                                                              |
| Vietnam                      | President Trương Tấn Sang                                                                                          | Premier Nguyễn Tấn Dũng                                                             |

## W
| Landsnaam   | Staatshoofd                     | Regeringsleider              |
| ----------- | ------------------------------- | ---------------------------- |
| Wit-Rusland | President Aleksandr Loekasjenko | Premier Mikhail Myasnikovich |

## Z
| Landsnaam   | Staatshoofd | Regeringsleider |
| ----------- | --- | --- |
| Zambia      | President Michael Sata | President Michael Sata |
| Zimbabwe    | President Robert Mugabe | Premier Morgan Tsvangirai (tot 11 september) positie afgeschaft (vanaf 11 september) |
| Zuid-Afrika | President Jacob Zuma | President Jacob Zuma |
| Zuid-Korea  | President Lee Myung-bak (tot 25 februari) President Park Geun-hye (vanaf 25 februari) | Premier Kim Hwang-sik (tot 26 februari) Premier Chung Hong-won (vanaf 26 februari) |
| Zuid-Soedan | President Salva Kiir Mayardit | President Salva Kiir Mayardit |
| Zweden      | Koning Karel XVI Gustaaf | Premier Fredrik Reinfeldt |
| Zwitserland | Bondsraad met als leden: Alain Berset, Doris Leuthard, Didier Burkhalter, Ueli Maurer (bondspresident van 1 januari tot 31 december), Johann Schneider-Ammann, Simonetta Sommaruga, Eveline Widmer-Schlumpf | Bondsraad met als leden: Alain Berset, Doris Leuthard, Didier Burkhalter, Ueli Maurer (bondspresident van 1 januari tot 31 december), Johann Schneider-Ammann, Simonetta Sommaruga, Eveline Widmer-Schlumpf |